# 中山路駅 (青島市)
中山路駅（ちゅうざんろえき）は、中華人民共和国山東省青島市市北区膠州路に位置する青島地下鉄1号線の駅。

## 歴史
- 2021年12月30日：開業[1]。

## 駅構造
島式ホーム1面2線を有する地下駅。

### のりば

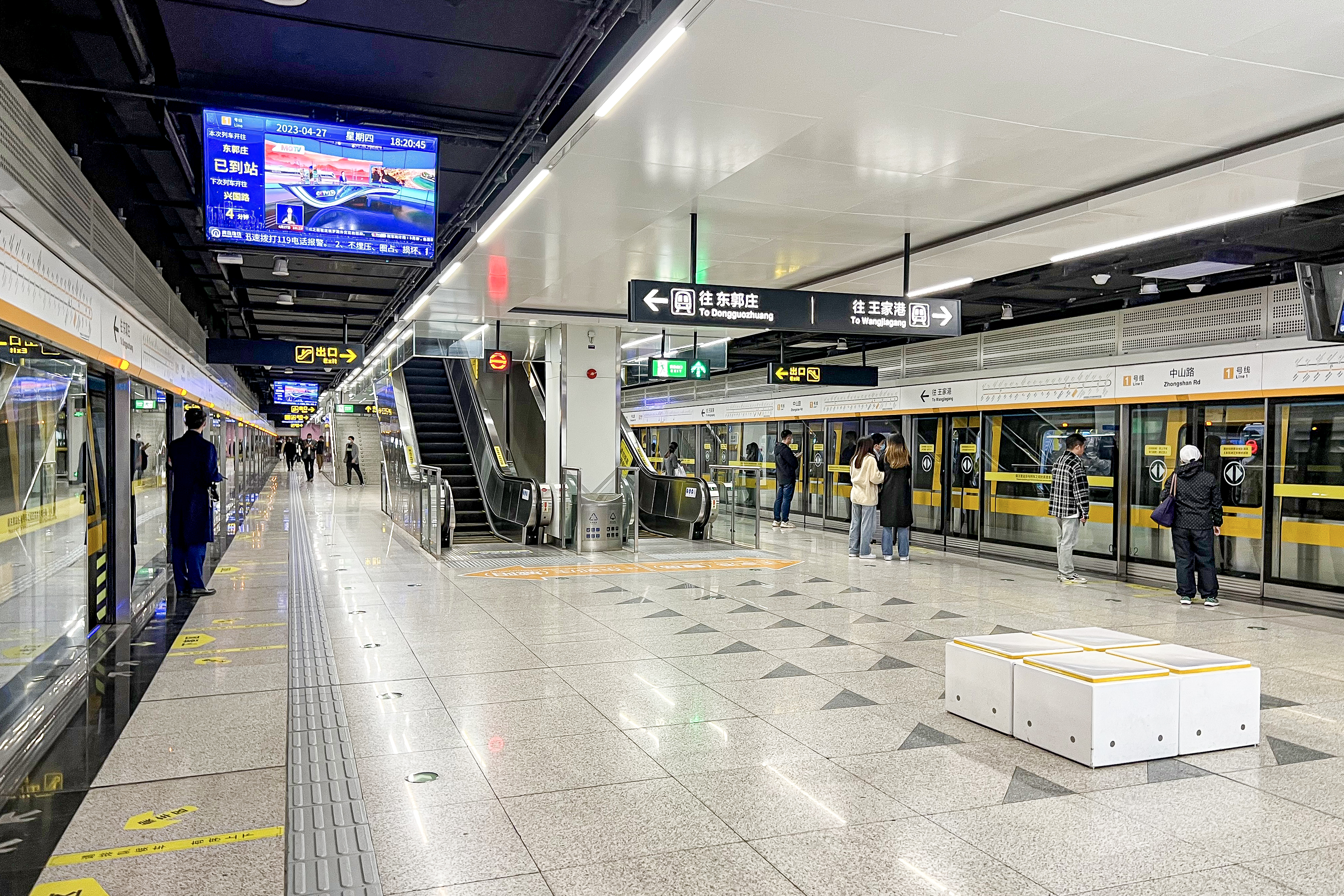
ホーム

案内上ののりば番号は設定されていない。
| 番線 | 路線    | 行先                         |
| ---- | ------- | ---------------------------- |
|      | ■ 1号線 | 王家港方面                   |
|      | ■ 1号線 | 青島北駅・興国路・東郭荘方面 |

## 隣の駅
青島地下鉄
■ 1号線
青島駅 - 中山路駅 - 観象山（市立医院）駅